# ECDL

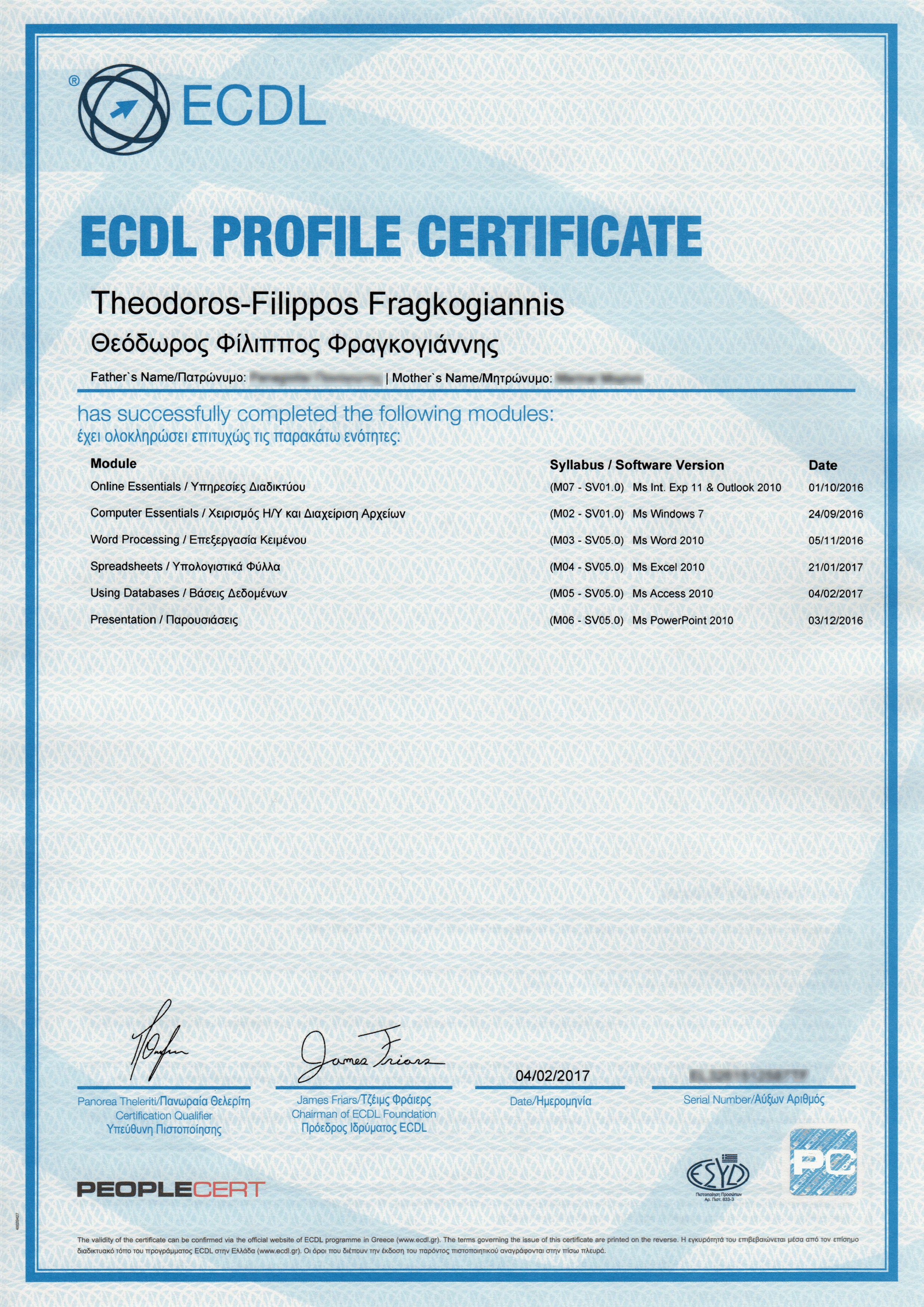
Сертифікація ECDL Profile видана в Греції в лютому 2017 року.

Європейські комп'ютерні права (ECDL, European Computer Driving Licence) — це Європейський сертифікат комп'ютерних вмінь.
Сертифікат ECDL поширений у всіх країнах Європи, за межами Європи, ECDL має ім'я ICDL (International Computer Driving Licence).
ECDL i ICDL діє у понад 160 країнах світу.
Сертифікація здійснюється за єдиними стандартами в усьому світі. Сертифікат ECDL є загальновизнаним в Європі та світі стандартом, які підтверджують, що його власник володіє основними концепціями інформаційних технологій, вміє користуватися персональним комп'ютером та базовими додатками.
Україна є учасником програми ECDL з 2003 року.
ECDL як стандарт комп'ютерної грамотності визнаний Європейською комісією, ЮНЕСКО, Радою Європейських Професійних Інформаційних Товариств, Європейським товариством інформатики, міністерствами освіти різних країн.
У сертифікації на початок 2010 року взяло участь 9 мільйонів охочих.

## Структура
Для того щоб отримати ECDL, потрібно скласти сім тестів (один теоретичний, шість практичних), які відповідають семи модулям.
Теоретичний екзамен (перший модуль) потрібний для закріплення та тестування теоретичних знань з інформатики та сфери інформаційних технологій. Основною метою практичних екзаменів є оцінка практичних знань використання комп'ютера в повсякденному житті та на роботі.
На екзамені з кожного модуля кандидат повинен відповісти на 30 тестових питань. Щоб успішно пройти тест необхідно за 45 хвилин відповісти правильно на хоча б 75% всіх питань.

## ECDL CORE
Програма складається з 7 незалежних модулів: 
- 1. Основи інформаційних технологій
- 2. Використання комп'ютера та робота з операційними системами
- 3. Текстові редактори(Microsoft Word)
- 4. Електронні таблиці(Microsoft Excel)
- 5. Бази даних(Microsoft Access)
- 6. Менеджерська і презентаційна графіка(Microsoft PowerPoint)
- 7. Послуги в інформаційних мережах(Internet Explorer, Outlook Express)

## ECDL START
Для отримання цього сертифікату необхідно пройти 4 з тестів основного сертифікату ECDL. Відповідно здавши решту 3 тестів, можна отримати повноцінний сертифікат ECDL.

## Тестові центри
В Україні діє мережа тестових центрів ECDL в яких можна пройти сертифікацію. Представництвом ECDL Foundation в Україні є «Європейська Сертифікація комп'ютерних користувачів України».
Окрім основного сертифікату ECDL Core, існують також інші програми сертифікації ECDL, як простіші так і складніші.